# Hypobythius calycodes
Hypobythius calycodes är en sjöpungsart som beskrevs av Henry Nottidge Moseley 1876. Hypobythius calycodes ingår i släktet Hypobythius och familjen Octacnemidae. Inga underarter finns listade i Catalogue of Life.